# エストレモドゥーロ
エストレモドゥーロ （Extremoduro）は、スペインのエストレマドゥーラ州カセレス県プラセンシアを拠点とするロックバンド。1987年に結成された。グループ名はエストレマドゥーラ州(Extremadura)の綴りを変化させたものであり、「極めてタフ」という意味 フロントマンはロベルト・イニエスタ。

## 評価
スペインのハードロック界では影響力のあるバンドであり。『ローリング・ストーン』誌による「スペインで最も偉大な50のロックバンド」では6位に選出されている。

## メンバー
- ロベルト・イニエスタ（英語版） - ボーカル、ギター
- イニャキ・アントン（英語版） - ギター、キーボード
- ミゲル・コリノ - ベース
- ホセ・イグナシオ・カンテラ - ドラム

## ディスコグラフィ

### アルバム
- 1989年 『Rock Transgresivo』 - ゴールドディスク。
- 1991年7月 『Somos unos Animales』 - ゴールドディスク。
- 1992年 6月15日 『Deltoya) - プラチナディスク。
- 1993年 9月17日 『¿Dónde Están mis Amigos?』 - プラチナディスク。
- 1995年2月17日 『Pedrá』 - プラチナディスク。
- 1996年2月23日 『Agíla』 - 最高位13位。ダブルプラチナディスク。
- 1998年 9月28日 『Canciones Prohibidas』 - 最高位4位。プラチナディスク。
- 2002年3月1日 『Yo, Minoría Absoluta』 - 最高位4位。プラチナディスク。
- 2008年9月9日 『La Ley Innata』 - 最高位1位。ゴールドディスク。
- 2011年5月24日 『Material Defectuoso』 - 最高位1位。プラチナディスク。
- 2013年11月8日 『Para Todos los Públicos』 - 最高位1位。プラチナディスク。

### ライブアルバム
- 1997年 4月15日 『Iros Todos a Tomar por Culo』 - 最高位3位。プラチナディスク。

### ベストアルバム
- 2004年5月3日 『Grandes Éxitos y Fracasos (Episodio Primero) 』 - 最高位3位。ゴールドディスク。
- 2004年11月15日 『Grandes Éxitos y Fracasos (Episodio Segundo) 』 - 最高位23位。